# Setge de Tobruk
El setge de Tobruk va durar 241 dies el 1941, després que les forces italianes i de l'Afrika Korps avancessin per Cirenaica des d'El Agheila en l'operació Sonnenblume contra les forces aliades a Líbia, durant la campanya del Desert Occidental (1940–1943) de la Segona Guerra Mundial. A finals de 1940, els Aliats havien derrotat el 10è Exèrcit italià durant l'Operació Compass (9 de desembre de 1940 - 9 de febrer de 1941) i van atrapar les restes a Beda Fomm. A principis de 1941, gran part de la Força del Desert Occidental (WDF) va ser enviada a les campanyes grega i siriana. Quan les tropes alemanyes i els reforços italians van arribar a Líbia, només quedava una força aliada mínima, sense equipament i subministraments. Els defensors van ser coneguts ràpidament com les Rates de Tobruk.
L'operació Sonnenblume (6 de febrer - 25 de maig de 1941), va obligar els aliats a retirar-se a la frontera egípcia. Una guarnició, formada majoritàriament per la 9a Divisió australiana (tinent general Leslie Morshead) va romandre a Tobruk, per negar el port a l'Eix, mentre la WDF es reorganitzava i preparava una contraofensiva. El setge de l'Eix de Tobruk va començar el 10 d'abril, quan el port va ser atacat per una força sota el comandament del general Erwin Rommel i va continuar durant tres intents de socors, l'operació Brevity (15-16 de maig), l'operació Battleaxe (15-17 de juny) i l'operació Crusader (18 de novembre – 30 de desembre). L'ocupació de Tobruk va privar l'Eix d'un port de subministrament més a prop de la frontera entre Egipte i Líbia que Bengasi, a 900 km a l'oest de la frontera egípcia, que es trobava dins del rang dels bombarders de la RAF; Trípoli es trobava a 1.500 km a l'oest a la Tripolitània.
El setge va desviar les tropes de l'Eix del front de la frontera d'Egipte i la guarnició de Tobruk va rebutjar diversos atacs de l'Eix. El port va ser bombardejat amb freqüència per artilleria, bombarders en picat i bombarders mitjans, tot i que la RAF va fer sortides defensives des d'aeròdroms llunyans a Egipte. Les forces navals aliades, com la flota britànica de la Mediterrània van alleugerir el bloqueig, portant reforços i subministraments i evacuant ferits i presoners de Tobruk. El 27 de novembre, Tobruk va ser rellevat pel Vuitè Exèrcit en l'operació Crusader.

## Antecedents

### Terreny

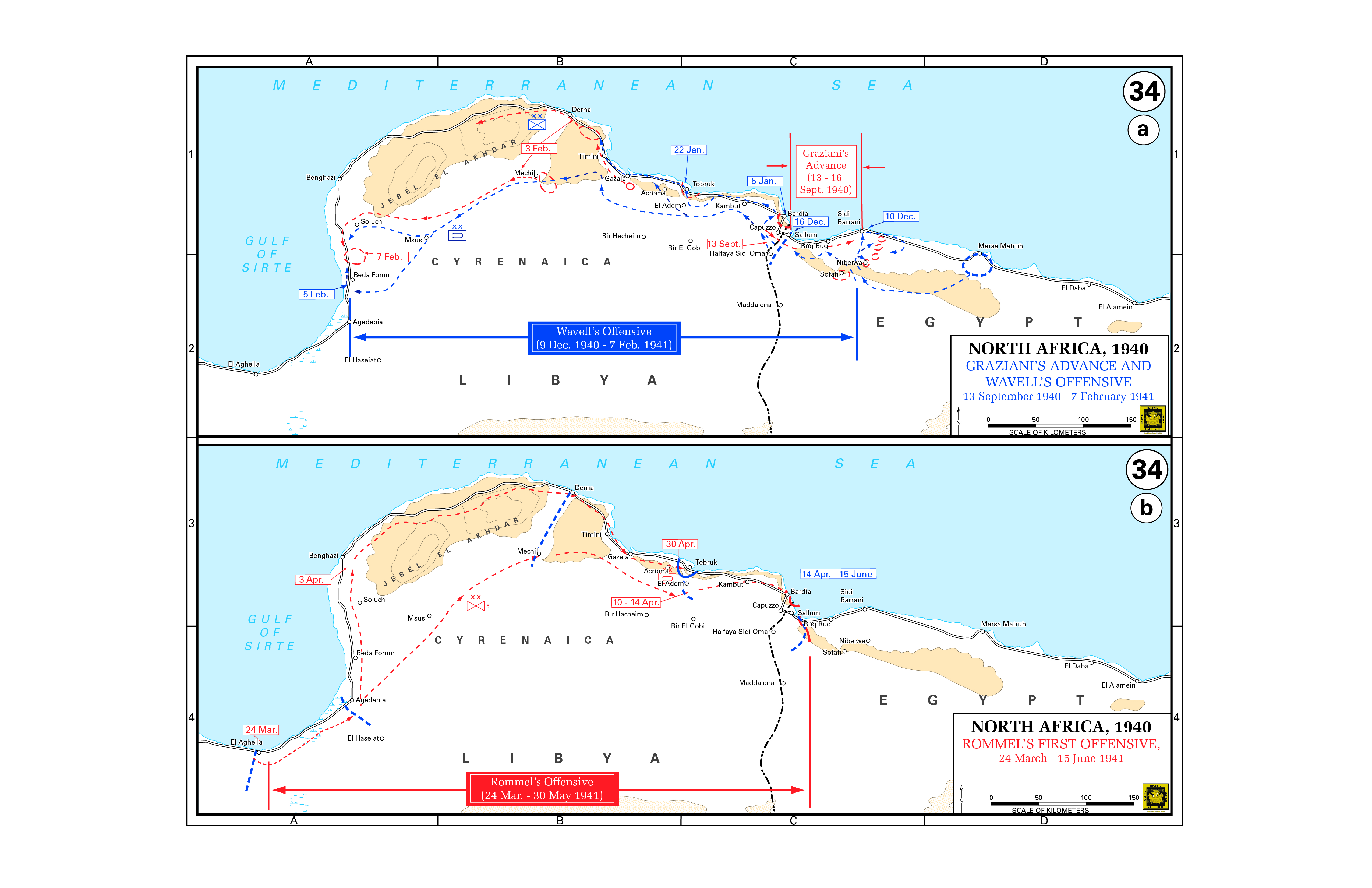
L'àrea dels combats de la campanya del Desert Occidental

La campanya del desert occidental es va lluitar des de Mersa Matruh a Egipte fins a Gazala a Cirenaica a la costa líbia, una àrea d'uns 390 quilòmetres d'amplada al llarg de la Via Balbia al llarg de la costa, l'única carretera asfaltada. El Gran Mar de Sorra 240 km terra endins va marcar el límit sud del desert, que era el més ample a Giarabub i Siwa; pels militarts britànics, el desert occidental va arribar a incloure la Cirenaica oriental a Líbia. S'estén cap a l'interior des de la costa una plana elevada i plana de desert pedregós, a uns 500 peus (150 m) sobre el nivell del mar, durant 120–190 milles (200–300 km) fins al mar de sorra. Escorpins, escurçons i mosques poblaven la regió, que estava habitada per un nombre reduït de nòmades. Les pistes beduïnes enllaçaven els pous i el terreny més fàcil de travessar; la navegació era pel sol, estels, brúixola i "sentit del desert", bona percepció de l'entorn adquirida per experiència. Quan les tropes italianes van avançar cap a Egipte el setembre de 1940, el Grup Maletti es va perdre sortint de Sidi Omar i va haver de ser trobat per avions.
A la primavera i l'estiu, els dies són miserablement calorosos i les nits molt fredes; el Sirocco (Gibleh o Ghibli), un vent calent del desert, aixeca núvols de sorra fina, que redueix la visibilitat a pocs metres i cobreix ulls, pulmons, maquinària, aliments i equipament; els vehicles de motor i les aeronaus necessiten filtres d'oli especials i el terreny erm fa que els subministraments per a les operacions militars s'hagin de transportar des de l'exterior. Els motors alemanys tendien a sobreescalfar-se i la vida útil del motor dels tansc va caure de 2.300/2.600 km a 480/1.450 km, fet que es va agreujar per la manca de peces estàndard per als tancs alemanys i italians. El sòl és una superfície dura que baixa fins al nivell del mar en esglaons, amb la costa tallada per barrancs. Les fortificacions italianes a Tobruk incloïen un perímetre exterior, que comprenia un doble semicercle de punts forts excavats amb murs de formigó, ben posicionats per a l'observació cap endavant, una rasa antitanc interior, algunes parts de la qual es trobaven darrere de filferro de pues que incloïa trampes explosives, així com diverses posicions fortificades més properes al port, a l'encreuament de la carretera Bardia-El Adem i cap a Fort Pilastrino.

### Captura de Tobruk
Els britànics van capturar Tobruk als italians el gener de 1941 durant l'operació Compass.

## Preludi

### Cyrcom
El febrer de 1941, els aliats van derrotar el 10è Exèrcit, després del qual els líders aliats van decidir mantenir la zona conquerida amb mínimes forces i enviar la resta del Western Desert Force a Grècia. La 9a Divisió australiana i la 2a Divisió blindada britànica (general Michael Gambier-Parry), menys un grup de brigada enviat a Grècia, es van deixar protegint la Cirenaica sota el Comandament de la Cirenaica (Cyrcom: tinent general Henry Maitland Wilson), malgrat que la força seria insuficient si els alemanys enviaven reforços a Líbia. El comandament a Egipte va ser assumit pel tinent general Richard O'Connor i el QG del XIII Cos va ser reemplaçat pel quarter general del 1r Cos australià (el tinent general Thomas Blamey). Wavell i el Middle East Command a Egipte creien que els alemanys no podrien atacar fins al maig, quan la 9a Divisió australiana, dues divisions més i tropes de suport, en particular l'artilleria, estarien preparades i els tancs de la 2a Divisió Blindada haurien estat revisats.
La manca de transport feia impossible d'abastir una guarnició a l'oest d'El Agheila, la posició més favorable per a una línia defensiva i va restringir la 2a Divisió Blindada al moviment entre dipòsits de subministrament, reduint encara més la seva limitada mobilitat. Al febrer, el tinent general Philip Neame es va fer càrrec del Cyrcom i va predir que la divisió blindada perdria molts tancs per avaries si s'havia de moure gaire lluny. Neame va demanar una divisió blindada adequada, dues divisions d'infanteria i un suport aeri adequat per mantenir la zona; li van dir que hi havia poc per enviar i res d'això s'enviaria abans d'abril. A principis de març, la 9a divisió australiana va començar a rellevar la 6a divisió australiana (major general Iven Mackay) a Mersa Brega per a l'enviament a Grècia, cosa que va demostrar la dificultat dels moviments tàctics amb un transport insuficient i es va retirar a la zona a l'est de Bengasi.
Neame va rebre l'ordre de conservar les unitats de tancs, retirar-se fins a Bengasi si l'enemic pressionava, abandonar-lo si calia i mantenir el terreny alt a prop de Bengasi durant el màxim de temps possible, sense perspectiva de reforç abans de maig. Neame havia de combatre una acció dilatadora per la Via Balbia cap a Bengasi i després els barrancs prop d'Er Regima i Barce; els tancs es desplaçarien a Antelat per operar contra el flanc i la part posterior d'un atacant que es mogués per la carretera o travessés el desert fins a Tobruk, retrocedint cap el flanc si calia. El 20 de març, la 2a Divisió Blindada va prendre el relleu dels australians, que van tornar a Tocra, prop d'Er Regima. La força havia d'utilitzar els dipòsits de Msus, Tecnis, Martuba, Mechili i Tmimi, El Magrun i Bengasi com a substituts del subministrament amb camions. La 3a Brigada Motoritzada Índia va arribar a finals de març, amb camions però sense tancs, artilleria, canons antitanc i només la meitat dels seus equips de ràdio; la brigada estava basada a Martuba, disposada a utilitzar els seus vehicles per moure's cap a Derna, Barce o Mechili.

### OperacióSonnenblume
Després de la magnitud de la derrota italiana durant l'Operació Compass, Hitler va emetre la Directiva 22 l'11 de gener de 1941, ordenant l'enviament d'un Sperrverband (destacament de bloqueig), iniciant Unternehmen Sonnenblume (Operació Gira-sol). El 3 de febrer, Hitler va acceptar enviar una altra divisió panzer per unir-se a la 5a Divisió Lleugera Afrika (major general Johann von Ravenstein). Les primeres tropes alemanyes van arribar a Líbia el 14 de febrer i els primers tancs el 20 de febrer. El general Hans von Funck havia recomanat un cos panzer de dues divisions després d'una visita a Líbia al gener, i el general Enno von Rintelen, l'agregat militar superior a Roma, però Hitler només va acceptar enviar un altre regiment de panzer. Altres elements de la 15a Divisió Panzer (Oberst Maximilian von Herff) van començar a arribar a finals d'abril.
El 24 de març, Rommel avança cap a Mersa Brega i els australians comencen a retirar-se cap a Acroma, on bloquegen la Via Balbia i Machili. El 8 d'abril la 132ª Divisione corazzata "Ariete" conquereix Mechili i captura 3.000 soldats i al general Michael Gambier-Parry. El camí a Tobruk quedava obert.

## Setge

### Encerclament de Tobruk
El 8 d'abril, les unitats alemanyes més avançades havien arribat a Derna; però algunes unitats que havien vorejat el Jàbal al-Akhdar es van quedar sense aigua i combustible a Tengeder. Heinrich von Prittwitz und Gaffron, el comandant de la 15a Divisió Panzer, va ser enviat endavant amb una columna d'unitats de reconeixement, antitanc, metralladores i d'artilleria per bloquejar la sortida est de Tobruk mentre la 5a Divisió Lleugera es movia des del sud-oest. i la 27a Divisió d'Infanteria "Brescia" va avançar des de l'oest. El 10 d'abril, Rommel va convertir el canal de Suez en l'objectiu de l'Afrika Korps i va ordenar que s'evités una sortida des de Tobruk. L'endemà, el port va ser assetjat; però la pressa va acabar amb la 5a Divisió Lleugera al costat est, el grup Prittwitz al sud (Prittwitz havia mort) i la 27a Divisió d'Infanteria "Brescia" a l'oest. La Unitat de Reconeixement 3 va anar a Bardia, i una força composta va ser enviada a Sollum per intentar arribar a Mersa Matruh. La Força Mòbil Britànica (brigadier William Gott), a la frontera des del pas d'Halfaya fins a Sidi Barrani, va dur a terme una acció dilatadora al voltant de Sollum i Fort Capuzzo.

#### Carretera d' El Adem

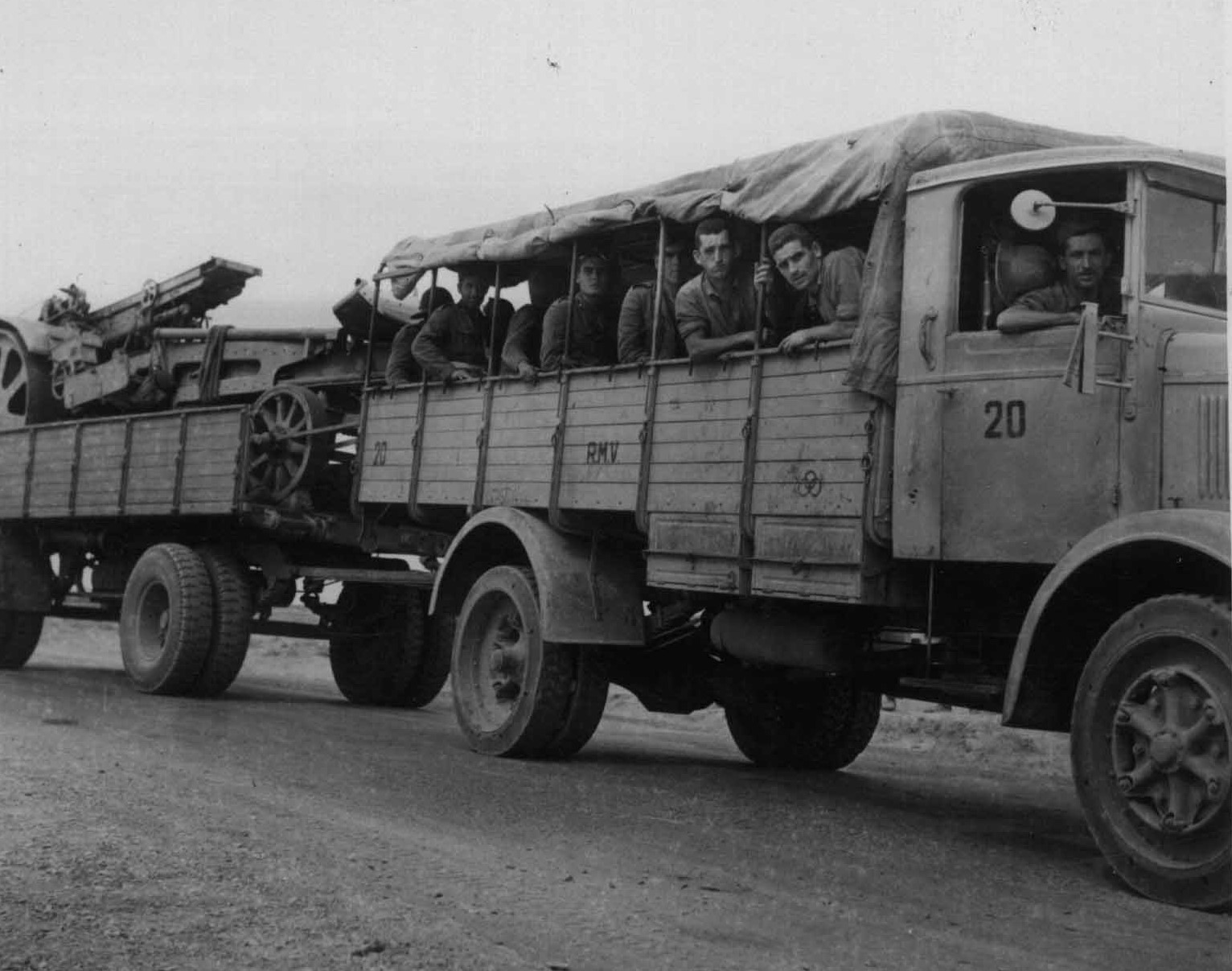
Tropes i armes italianes camí de Tobruk 1941

De l'11 al 12 d'abril, el 5è Regiment Panzer va tantejar les defenses de la 20a Brigada Australiana prop de la carretera d'El Adem. Els tancs van ser retinguts pel foc d'artilleria; La infanteria alemanya que va arribar a la rasa antitanc però va ser forçada a retrocedir per la infanteria australiana. Els alemanys es van sorprendre, ja que suposaven que els vaixells que entraven al port de Tobruk havien d'evacuar la guarnició i van planejar un atac nocturn per part de la 5a Divisió Lleugera per al 13/14 d'abril. Grups de vehicles de l'Eix van ser atacats per la RAF, que es rearmava als aeròdroms dins del perímetre. L'atac va començar a la foscor, amb un intent de superar la rasa antitanc a l'oest de la carretera d'El Adem al sector del Batalló Australià 2/17, que els australians van rebutjar. Un altre intent es va fer més tard i a l'alba s'havia establert un petit cap de pont, on el 5è Regiment Panzer va passar i va girar cap al nord, disposat a dividir-se en una columna per al port i una per moure's cap a l'oest per aturar la fugida de la guarnició.
Els tancs alemanys al rebre foc d'artilleria frontalment, es van desviar, situant-se en el camí dels tancs britànics, i van rebre foc antitanc pels tres costats, perdent setze dels 38 tancs i es van retirar. La infanteria australiana s'havia mantingut ferma i havia aturat la infanteria alemanya. A mesura que la retirada va continuar, tots els canons i avions de Tobruk van disparar a la zona i el 8è Batalló de Metralladores alemany va perdre al voltant del 75 per cent dels seus homes, inclòs el seu comandant Gustav Ponath. Els atacs des del sud van ser abandonats i la 5a Divisió Lleugera va intervenir, amb el Grup Schwerin (anomenat després de la mort de Prittwitz) a l'est.

#### Ras el Medauar

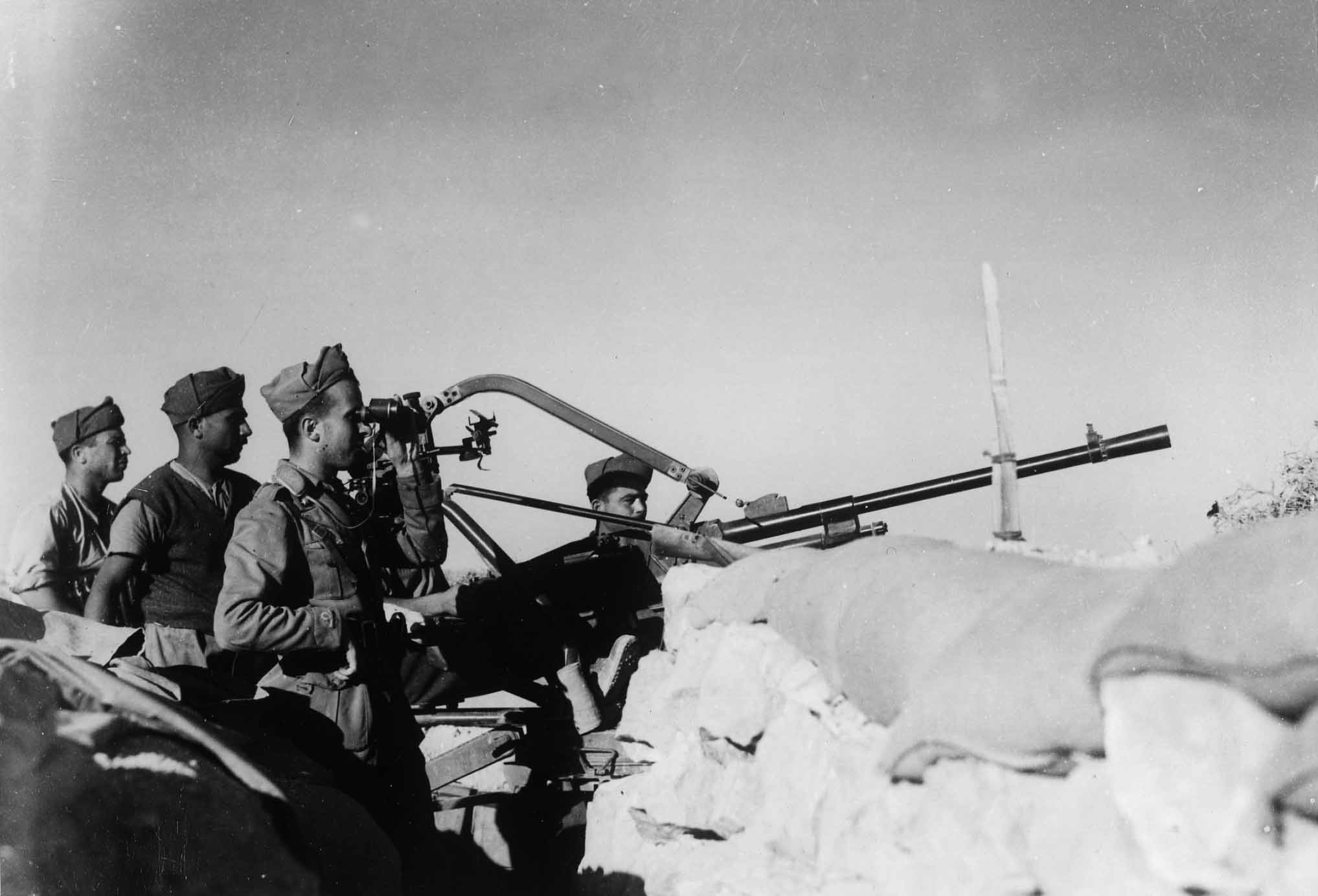
Artillers italians en posició a Tobruk

El 16 d'abril, Rommel va liderar un atac des de l'oest, amb la 132a Divisió Blindada "Ariete" reforçada pel 62è Regiment d'Infanteria de la 102a Divisió Motoritzada "Trento". El 2/48è batalló australià va contraatacar i va fer 803 presoners. Al matí, la 132a Divisió Blindada "Ariete" va tornar a atacar i alguns tancs van arribar als llocs australians més avançats, van trobar que la seva infanteria no els havia seguit i es va retirar després que cinc tancs fossin noquejats. Morshead va ordenar a la guarnició que aprofités la desorganització de l'Eix i la seva incapacitat per excavar ràpidament en terrenys pedregosos, mitjançant la realització de patrulles i petites sortides. El 22 d'abril, una companyia del 2/48è Batalló australià, tres tancs d'infanteria i bateria de campanya de 25 lliures, van atacar un turó que tenia el Destacament Fabris al sud-oest de Ras el Medauar; els assaltants van destruir dos canons i es van fer 370 presoners. Al mateix temps, una companyia del 2/23 Batalló va avançar a través de la carretera de Derna i en un costós atac, va fer uns 100 presoners de la 27a Divisió d'Infanteria "Brescia", la qual cosa va portar els alemanys a desplaçar la 15a Divisió Panzer des de Trípoli.

### Suport aeri i naval

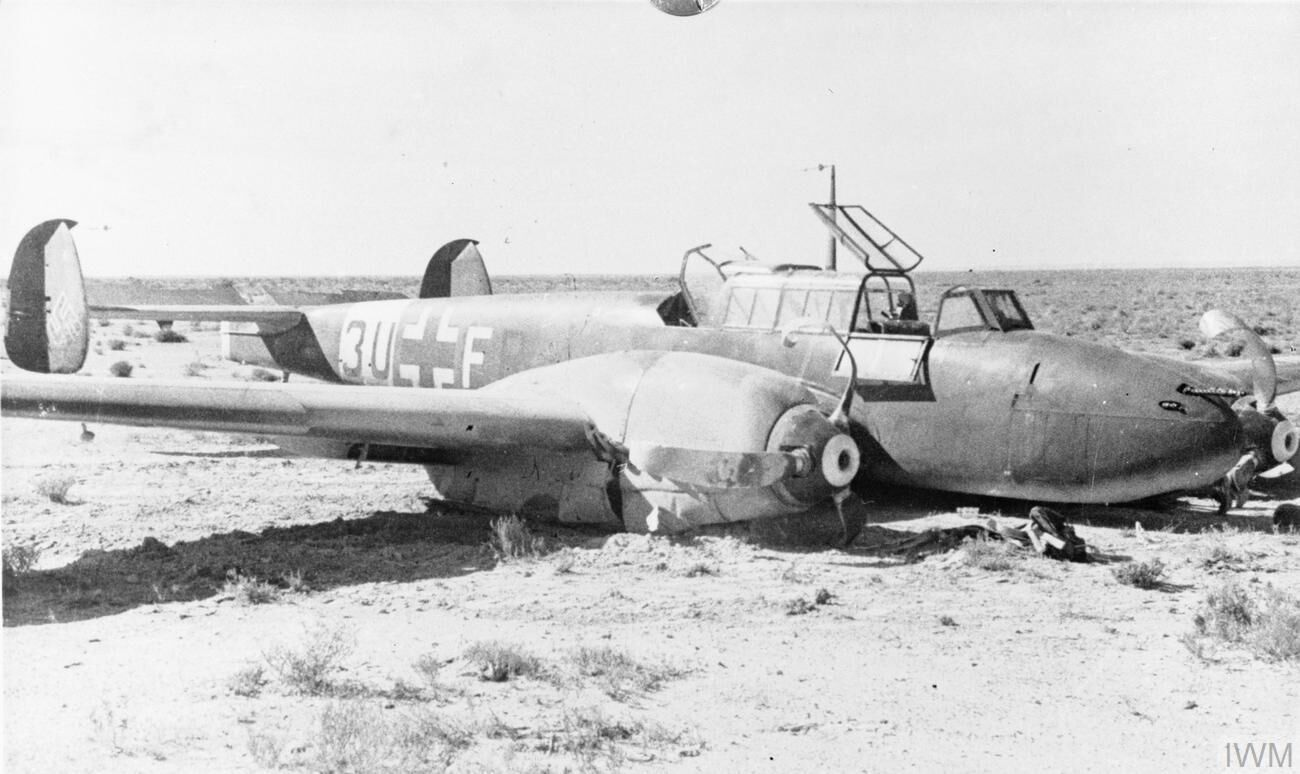
Un Bf 110 abatut a prop de Tobruk el 1941

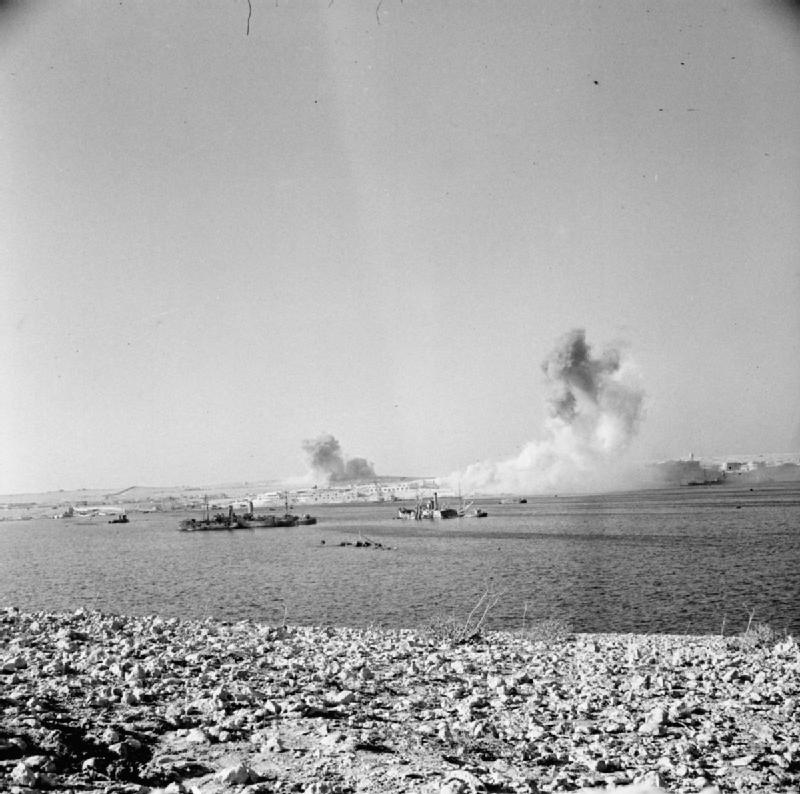
Tobruk sota un atac aèri

La derrota dels atacs de l'Eix a l'abril va millorar considerablement la situació a Tobruk, però el Fliegerkorps X havia enviat 150-200 avions a Líbia des de Sicília al febrer, que van fer freqüents sortides de bombarders en picat de dia i incursions de bombarders mitjans de dia i nit al molls, edificis, llocs antiaeris, posicions d'artilleria i aeròdroms. Els avions Westland Lysander i tota la tripulació de terra menys la més essencial de l'Esquadró 6 i 73 es van retirar a Egipte. Almenys deu caces Hawker Hurricane estaven basats al port durant el dia i el 19 d'abril, els Hurricane dels esquadrons 73 i 274, van interceptar una incursió del Ju 87 escortada per caces. Després de dos dies més, l'Esquadró 73 va tenia només cinc avions operatius. El 23 d'abril, tres Hurricane més havien estat abatuts, dos més van resultar danyats i el 25 d'abril l'esquadró es va retirar a Egipte. Els caces de l'esquadró 274 es van quedar a Gerawla i el sisè esquadró es va quedar a Tobruk per fer sortides de reconeixement tàctic. La cobertura dels caces només es va poder mantenir per intervals amb els últims 14 Hurricane al desert; Els aeròdroms de l'Eix a Gazala, Derna i Benina es bombardejaven al capvespre i a la nit per limitar els atacs aeris de l'Eix a Tobruk. La Força Aèria del Desert va fer missions de llarg abast per atacar els blindats alemanys a prop de Tobruk en les primeres etapes del setge. El 12 d'abril, per exemple, els bombarders de l'esquadró 45 i 55 amb Bristol Blenheim, que operaven des dels aeròdroms d'Egipte, van atacar formacions de tancs alemanys prop del port. L'atac va aconseguir trencar l'avanç alemany.
La intensitat de la batalla per la superioritat aèria es va reflectir en la guerra aèria sobre el mar quan la Luftwaffe i la Regia Aeronautica van intentar tallar el trànsit marítim que subministrava als defensors. La batalla aire-mar, després del fracàs de l'Operació Battleaxe, va ser el principal sector d'operacions de l'aviació aliada i de l'Eix durant tot l'estiu.

### La Batalla del turó de Ras el Medauar

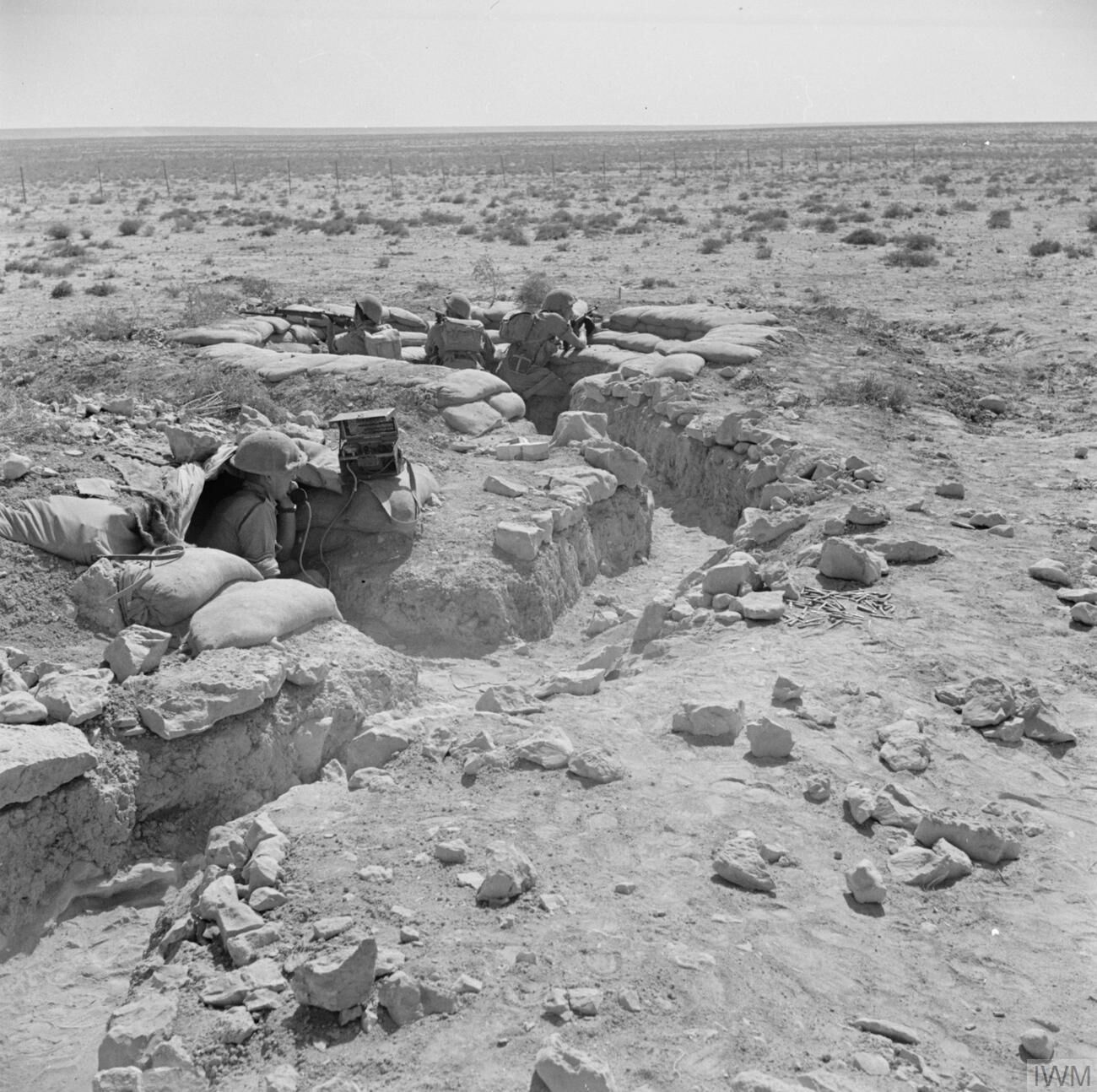
Atrinxerament australià al perímetre de Tobruk

Després de no poder capturar Tobruk sobre la marxa, el Comando Supremo italià i l'Oberkommando der Wehrmacht (OKW) van acordar que Tobruk s'havia de capturar i s'havia d'acumular subministraments, abans que es reprengués l'avanç cap a Egipte. Rommel pensava que Tobruk només podia ser presa per un atac deliberat, que no podia començar fins que les unitats de suport haguessin arribat a la zona i la Luftwaffe hagués estat reforçada, especialment amb avions de transport per transportar municions, combustible i aigua. El 27 d'abril, el general de divisió Friedrich Paulus, un cap adjunt de l'estat major general, va arribar des de l'Oberkommando des Heeres (OKH) a Berlín, per qüestionar a Rommel sobre les seves intencions, fer-li constar que hi havia poca ajuda disponible i per predir el possibilitats defensives de la zona, si es perdia Sollum. Paulus es va negar a permetre un atac previst per al 30 d'abril, fins que no hagués estudiat la situació i el 29 d'abril va permetre que l'atac seguissin endavant, igual que el general Italo Gariboldi que havia arribat el 28 d'abril. No es va preveure res més ambiciós que assegurar el control de l'Eix a la frontera egípcia, des de l'oasi de Siwa al nord fins a Sollum.
La guarnició de Tobruk va continuar treballant a les defenses i va sembrar camps de mines, el primer es va plantar al sud-oest, entre els perímetres exterior i interior. S'havien entregat dotze tancs d'infanteria d'entre 5.100 tones de subministraments desembarcats durant el mes, malgrat el bombardeig de l'Eix al port i l'enfonsament de dos vaixells de subministrament. L'atac de l'Eix s'havia de fer al sud-oest, a banda i banda del turó de Ras el Medauar, unes dues setmanes després de l'intent anterior, utilitzant la 5a Divisió Lleugera a la dreta i la 15a Divisió Panzer a l'esquerra, tot i que feia poc que havia arribat a l'Àfrica. A les 20:00 h. el 30 d'abril, les divisions havien d'irrompre a les defenses de Tobruk, seguides pels grups d'assalt de la Divisió Ariete i la 27a Divisió d'Infanteria Brescia per avançar pels flancs. La infanteria alemanya avançaria per reconèixer els voltants del fort Pilastrino, per veure si l'atac podia continuar fins al port. Si no, la infanteria italiana s'enterraria als flancs i l'artilleria es mouria cap endavant per a un atac l'endemà.
L'atac es va produir a la zona ocupada per la 26a Brigada Australiana, que tenia els batallons 2/23 i 2/24 en línia i el 2/48 en reserva a Wadi Giaida. Els australians esperaven un atac, després de resistir els bombardejos i el foc d'artilleria a les defenses perimetrals el 29 d'abril; Les tropes de l'Eix que s'havien vist concentrant-se al vespre del 30 d'abril havien estat dispersades pel foc d'artilleria. Les posicions a banda i banda de Ras el Medauar van ser bombardejats i bombardejats i les tropes alemanyes van començar a avançar cap endavant. A les 21:30, els alemanys van fer un petit cap de pont tal com estava previst, però diverses posicions australianes van aguantar, el grup de reconeixement va desaparèixer i les tropes italianes no van poder assolir els seus objectius. La nit va transcórrer en combats confusos mentre els alemanys intentaven reorganitzar-se i consolidar-se a Ras el Medauar i atacar cap al sud-oest pel perímetre. El nou atac va fracassar i, al matí, alguns dels llocs australians encara resistien.
Els tancs alemanys es van moure cap a l'est en lloc de cap al sud-est entrant al nou camp de mines, on van ser enfrontats per canons antitanc i rebutjats. Els tancs de la 15a Divisió Panzer, van intentar avançar cap al nord, però els focs antitanc els ho van impedir. No quedaven reserves alemanyes i les tropes més avançades estaven al sud de Wadi Giaida, cansades i aïllades en una tempesta de sorra. Paulus va jutjar que l'atac havia fracassat i Rommel va decidir atacar per la dreta per ampliar la bretxa. A la tarda, els tancs alemanys van atacar al sud-est cap a Bir el Medauar i Morshead va enviar 15 tancs a contraatacar. L'atac alemany va ser aturat per la pèrdua de cinc tancs britànics i al vespre, el 2/48è Batalló australià va contraatacar Ras el Medauar però va trobar una resistència decidida i va ser rebutjat. Durant el dia, els esquadrons 73 i 274 havien mantingut patrulles permanents per la zona i el matí del 2 de maig, els combats al voltant de Wadi Giaida van continuar en una tempesta de pols, mentre les tropes alemanyes intentaven avançar. La nit del 3 de maig, la 18a Brigada australiana va fer un contraatac convergent amb dos batallons, que van perdre la coordinació, van fracassar i es van retirar per evitar ser atrapats a la intempèrie a l'alba.
L'atac de l'Eix havia envaït les defenses perimetrals en un front de 5 km, a una profunditat màxima de 3 km i va capturar un terreny més alt útil com a posició de llançament i des del qual es podien establir punts d'observació, per una pèrdua de 650 baixes alemanyes i 500 italianes. El 8è Regiment de Bersaglieri de la 132a Divisió Blindada "Ariete" havia capturat la majoria de les posicions australianes. Paulus va ordenar que no es fessin més atacs, tret que els aliats estiguessin evacuant el port. El DAK havia de mantenir Cirenaica independentment de qui tenia Sollum, Bardia o Tobruk i s'havia de construir una nova línia defensiva més enrere a Gazala. En un informe del 12 de maig, Paulus va escriure que s'havien de reforçar les comunicacions marítimes entre Itàlia i Líbia, que qualsevol unitat aèria i antiaèria enviada a Líbia hauria de ser alemanya i que l'exèrcit a Líbia necessitava municions, combustible i aliments primer, i després més vehicles abans de l'enviament de més homes, dels quals haurien de tenir prioritat les tripulacions d'artilleria mitjana i de canons antitanc. La guarnició de Tobruk es va instal·lar en una rutina de patrulles, atacs aeris i atacs menors, alguns per recuperar posicions al sortint de Ras Medauar i altres en relació amb les operacions de la Western Desert Force.

## Operacions de relleu

### Operació Brevity
L'operació Brevetat (15-16 de maig) va ser una ofensiva limitada per infligir desgast a les forces de l'Eix i per assegurar posicions per a una ofensiva general cap a Tobruk. Els aliats van atacar amb una petita força d'infanteria i tancs en tres columnes i es van apoderar de la part superior del pas d' Halfaya, Bir Wair i Musaid, després van continuar i van prendre Fort Capuzzo. El grup costaner no va aconseguir capturar el fons del pas de Halfaya. La guarnició del costat est de les defenses de Tobruk es va reforçar en cas d'una sortida i un contraatac alemany va recuperar Musaid. El grup costaner finalment va superar el peu del coll; però, l'endemà, les retirades aliades contra els contraatacs alemanys a una línia des de Sidi Omar fins a Sidi Suleiman i Sollum, van deixar-ho tot, menys a el Pas d'Halfaya, en mans alemanyes. El 26 de maig, l'operació Skorpion, un atac alemany al pas, va tenir èxit i els aliats van ser expulsats.

### Operació Battleaxe
L'operació Battleaxe, del 15 al 17 de juny de 1941, tenia la intenció d'aixecar el setge de Tobruk i capturar la Cirenaica oriental. L'atac havia de ser dut a terme per la 7a Divisió Blindada i una força d'infanteria composta basada en el quarter general de la 4a Divisió Índia, amb dues brigades. La infanteria havia d'atacar a la zona de Bardia, Sollum, Halfaya i Capuzzo, amb els tancs protegint el flanc sud. La guarnició de Tobruk s'havia de preparar però no sortir fins que el XIII Cos s'acostés. L'atac del Pas d'Halfaya va fracassar, el punt 206 va ser capturat i només un dels tres atacs a Hafid Ridge va tenir èxit.
A finals del 15 de juny només 48 tancs britànics romanien operatius i l'endemà, un contraatac alemany va obligar a retrocedir els aliats al flanc occidental però va ser rebutjat al centre. El 17 de juny, els aliats van esquivar l'encerclament de dos regiments Panzer i van posar fi a l'operació. El general Wavell, el comandant del XIII Cos, el tinent general Noel Beresford-Peirse i el major general Michael O'Moore Creagh, el comandant de la 7a Divisió Blindada, van ser destituïts i Claude Auchinleck va assumir el càrrec de comandant en cap de l'Orient Mitjà.

### Operació Crusader
L'operació Crusader va començar el 18 de novembre de 1941, amb un moviment de flanqueig que va portar el Vuitè Exèrcit a menys de 48 km del perímetre de Tobruk. Estava previst que la 70a Divisió d'Infanteria sortiria de Tobruk el 21 de desembre per tallar la línia de comunicació alemanya amb les tropes a la frontera del sud-est. La 7a Divisió Blindada avançaria des de Sidi Rezegh, per trobar-se i remuntar les posicions de l'Eix al voltant de Tobruk. L'atac de la 70a Divisió d'Infanteria va sorprendre a Rommel, que havia subestimat la mida de la guarnició i el nombre de tancs a Tobruk.
El 4 de desembre, Rommel va atacar Ed Duda i va ser rebutjat per la 70a Divisió d'Infanteria. Rommel va ordenar una retirada del perímetre oriental de Tobruk, per concentrar-se contra el XXX Cos al sud. El 7 de desembre, la 4a Brigada Blindada es va enfrontar a la 15a Divisió Panzer. El 5 de desembre, el Comando Supremo li va dir a Rommel que el subministrament no podria millorar fins a finals de mes, quan començarien els lliuraments aèries des de Sicília. Rommel va decidir abandonar Tobruk i retirar-se a Gazala, la qual cosa va provocar el relleu de Tobruk i l'ocupació de Cirenaica.

## Anàlisi
El control de Tobruk va ser útil pels aliats perquè era l'únic port important a l'est de Bengasi i a l'oest d'Alexandria. El subministrament de tropes de l'Eix a la frontera egípcia es podria haver facilitat amb el transport marítim a Tobruk. Al no tenir el control del port la logística de l'Afrika Korps es va complicar ja que els subministraments havien de ser transportats en camió des de Bengasi. El setge de Tobruk va ser la primera ocasió en la guerra que les unitats Panzer alemanyes havien estat aturades El setge de Tobruk va ser aixecat el desembre de 1941 en el curs de l'operació Crusader. Les forces de l'Eix van tornar a capturar el port el 21 de juny de 1942, després de derrotar el Vuitè Exèrcit a la batalla de Gazala.